# Folketingsvalget 1918
Folketingsvalget den 22. april 1918 var det første efter grundlovsreformen af 1915, der udvidede Folketinget fra 114 til 140 pladser, mere end fordoblede antallet af vælgere ved at give kvinder stemmeret (og valgbarhed), afskaffe kravet om egen husstand og forbuddet mod at stå i tjenesteforhold samt indførte forholdstalsvalg i hovedstaden, mens mandaterne i provinsen og på Færøerne stadig valgtes ved flertalsvalg i enkeltmandskredse. Partiet Højre havde nu skiftet navn til Det Konservative Folkeparti. 
Ved valget blev for første gang valgt kvinder til Folketinget. De fire indvalgte kvinder var Karen Ankersted (KF) (1859-1921), Mathilde Malling Hauschultz (KF) (1885-1929), Helga Larsen (S) (1884-1947), og Elna Munch (RV) (1871-1945).
Gårdejer Hans Nielsen blev valgt udenfor partierne i Skivekredsen med 55,4% af stemmerne. Han tilsluttede sig efterfølgende Det Radikale Venstres valggruppe. På Færøerne valgtes Andreas Samuelsen fra Sambandspartiet, der tilsluttede sig Venstres gruppe.
Ved valget udgjorde Københavns og Frederiksberg Kommuner en samlet valgkreds, Hovedstaden, hvor der blev valgt 24 folketingsmedlemmer efter forholdstalsvalg med brug af D'Hondts metode, mens resten af Danmark valgte 116 folketingsmedlemmer, heraf 93 i enkeltmandskredse og 23 tillægsmandater.
| Partier                        | Partiformand                                                                  | Stemmer                                                                       | Pct. af stemmetal                                                             | Mandater                                                                      | +/-                                                                           |
| ------------------------------ | ----------------------------------------------------------------------------- | ----------------------------------------------------------------------------- | ----------------------------------------------------------------------------- | ----------------------------------------------------------------------------- | ----------------------------------------------------------------------------- |
| Venstre                        | J. C. Christensen                                                             | 269.646                                                                       | 29,41%                                                                        | 45                                                                            | +2                                                                            |
| Socialdemokratiet              | Thorvald Stauning                                                             | 262.796                                                                       | 28,66%                                                                        | 39                                                                            | +7                                                                            |
| Det Radikale Venstre           | Carl Theodor Zahle                                                            | 189.521                                                                       | 20,67%                                                                        | 31                                                                            | +1                                                                            |
| Det Konservative Folkeparti    | Emil Piper                                                                    | 167.743                                                                       | 18,29%                                                                        | 22                                                                            | +15                                                                           |
| Erhvervspartiet                | Lauritz Jensen                                                                | 11.934                                                                        | 1,3%                                                                          | 1                                                                             | Nyt parti                                                                     |
| Nye Højre                      | Poul Jacobsen                                                                 | 4.764                                                                         | 0,52%                                                                         | 0                                                                             | Nyt Parti                                                                     |
| Vælgerforeningen af 1918       | Valdemar Harsløf                                                              | 4.407                                                                         | 0,48%                                                                         | 0                                                                             | Nyt Parti                                                                     |
| Socialistisk Arbejderparti     | Thøger Thøgersen                                                              | 2.410                                                                         | 0,15%                                                                         | 0                                                                             | Nyt Parti                                                                     |
| Det Uafhængige Socialdemokrati | V. Nicolaisen                                                                 | 1.086                                                                         | 0,12%                                                                         | 0                                                                             | Nyt Parti                                                                     |
| Udenfor Partierne              |                                                                               | 3.622                                                                         | 0,4%                                                                          | 1                                                                             | 0                                                                             |
| Valgdeltagelse                 | 74,75%                                                                        | 74,75%                                                                        | 74,75%                                                                        | 74,75%                                                                        | 74,75%                                                                        |
| Kilde                          | Hvem Hvad Hvor 1934-1943, Stastistisk Årbog 1925, s. 152 Danmarkshistorien.dk | Hvem Hvad Hvor 1934-1943, Stastistisk Årbog 1925, s. 152 Danmarkshistorien.dk | Hvem Hvad Hvor 1934-1943, Stastistisk Årbog 1925, s. 152 Danmarkshistorien.dk | Hvem Hvad Hvor 1934-1943, Stastistisk Årbog 1925, s. 152 Danmarkshistorien.dk | Hvem Hvad Hvor 1934-1943, Stastistisk Årbog 1925, s. 152 Danmarkshistorien.dk |

(+/-) – Forskellen af antal pladser i Folketinget i forhold til fordelingen ved forrige valg.